# Cerkev svetega Nikolaja, Praga
Cerkev svetega Nikolaja (češko Kostel svatého Mikuláše) je baročna cerkev v Mali Strani v Pragi. Zgrajena je bila med letoma 1704 in 1755 na kraju, na katerem je prej stala gotska cerkev iz 13. stoletja, ki je bila tudi posvečena svetemu Nikolaju.

## Zgodovina
Prvotna gotska župnijska cerkev svetega Nikolaja je bila tu že v 13. stoletju. V drugi polovici 17. stoletja so se jezuiti odločili, da bodo zgradili novo cerkev, ki jo je oblikoval Giovanni Domenico Orsi. Delni vtis prvotnega načrtovanega videza cerkve, ki so ga jezuiti izbrali pri Orsiju leta 1673 in položili temeljni kamen, daje kapela sv. Barbare, ki je bila zgrajena prva. Cerkev je bila zgrajena v dveh fazah v 18. stoletju. Od 1703 do 1711 so bili zgrajeni zahodna fasada, kor, kapela sv. Barbare in sv. Ane.
Novi načrti so temeljili na zapletenem geometrijskem sistemu medsebojnih valjev z osrednjo kupolo nad transeptom. Masivno ladjo s stranskimi kapelami in valovitim obokom, ki temelji na sekanju elipsoidov, je očitno zgradil Christoph Dientzenhofer. Stebri med širokimi razponi arkade podpirajo triforij, kar naj bi cerkvi dajalo čim bolj dinamičen učinek. Prezbiterij in značilna bakrena kupola sta bila zgrajena v letih 1737–1752, tokrat s pomočjo načrtov Dientzenhoferjevega sina Kiliana Ignaca Dientzenhoferja.
Po Dientzenhoferjevi smrti leta 1751 je bila leta 1752 končana gradnja zvonika. V naslednjih letih so še naprej izpopolnjevali notranjost cerkve. Ko je papež Klemen XIV. ukinil jezuitski red, je leta 1775 sv. Nikolaj postal glavna župnijska cerkev Male Strane v Pragi.
V komunizmu je Državna varnost uporabljala zvonik kot opazovalnico, saj je bilo s stolpa mogoče opazovati ameriško in jugoslovansko veleposlaništvo ter dostop do zahodnonemške ambasade.

## Okrasje
Okrasje opisujejo kot "najveličastnejši primer praškega baroka"  in "brez dvoma največjo baročno cerkev v Pragi in Dientzenhoferjev vrhunski dosežek". 
Cerkev se odlikuje ne le po arhitekturi, ampak tudi okrasju, predvsem zaradi fresk Jana Lukaša Krackerja in freske v 70 m visoki kupoli Františka Xaverskega. Notranjost je dodatno okrašena s kipi Ignáca Františka Platzerja. Baročne orgle imajo več kot 4000 cevi do šest metrov v dolžino, nanje je leta 1787 igral tudi Mozart. Mozartova spektakularna mojstrovina, maša v C-molu, je bila prvič izvedena prav v cerkvi svetega Nikolaja kmalu po njegovem obisku. 
79 m visok zvonik je neposredno povezan z  mogočno cerkveno kupolo. Zvonik s panoramskim pogledom je bil v primerjavi s cerkvijo dopolnjen v rokokoju med 1751 in 1756 in je delo Anselma Luraga.

## Galerija
- Panoramski razgled s Petříne
- Glavni vhod
- Notranjost cerkve
- Stropna freska prikazuje poveličevanje sv. Nikolaja

## Opis

### Zunanjost
Glavno pročelje cerkve je konveksno-konkavno valovito razgibano in si gledalec ustvari iluzijo premikanja. Del zapleteno oblikovane fasade sta dva para stebrov, znak mecena stavbe, Františka Karla Libštejnskega iz Kolovrata, balustrade in kipi svetnikov so iz delavnice Jana Bedricha Kohla-Severa. V niši je sv. Nikolaj, na podstrešju sv. Peter in Pavel ter jezuit Ignac in František Xaverski na balustradi nad glavnim vhodom cerkvenih očetov, kopijah iz poznega 19. stoletja.
Južna fasada je sestavljena iz visokega podnožja, dveh nadstropij z redno razporejenimi okni in mansardo z nenavadnimi trilistnimi luknjami. Na fasadi so kipi Vere di putti s tiaro in mitre v niši, delo delavnice Ignaca Platzerja. Del kipov je bil leta 1879 odstranjen  in nadomeščen s Kristusom Salvatorja Roberta Platzerja iz sredine 19. stoletja.
Vzhodna fasada je večinoma nejasna zaradi sosednjih hiš, na njej je balustrada z Brezmadežno, sv. Filipom in Judom, kopije Platzerjevih kipov A. Prohaska. Severna fasada s portalom do kripte je skrita na dvorišču.
Kupola je na križanju ladje s transeptom, stoji na visokem tamburju z okni in pilastri z vazami. Plastična razčlenitev deluje kot dvojna kupola, ki jo poudarjajo kleparski okras in volovske oči ter lanterna z dekorativno galerijo. Kleparsko bogato obdelana streha lanterne s pozlačenim  motivom plamena doseže višek v Trojici z Božjim očesom. Kupola je tako visoka kot sosednji zvonik.
Stolp je zapleteno oblikovan, ima spreminjajoči se tloris, konkavni upogib in zapleteno rešene vogale. Zapletena je tudi konica. Stolp je med  gradnjo v vasi povzročil spor, zato je pred vhodom znak Prage s hišno številko 556.

### Notranjost
Notranjost sv. Nikolaja je najlepša visokobaročna notranjost v Pragi.  Stene so prekrite z umetnim marmorjem Jana Hennvogla, strope pa so poslikali veliki baročni slikarji. V ladji je monumentalna freska Čudež in apoteoza sv. Nikolaja iz leta 1760 Jana Lukáša Krackerja. Slika Praznovanje sv. Nikolaja v prisotnosti Svete trojice in svetnikov v 70 m visoki kupoli je delo Franza Xaverja Palka, ki je avtor sv. Cecilije v koru. Freske na obokih posameznih kapel so delo Josefa Kramolína.
Notranjost je okrašena z lesenimi skulpturami v štuku s pozlačenimi podrobnostmi Ignaca Franza Platzerja. Glavni oltar s pozlačenim bakrenim kipom sv. Nikolaja je Platzerjev, zraven je kip sv. Františka Xavierja in sv. Ignacija Lojolskega. Na križišču pod kupolo so še štirje monumentalni kipi verskih učiteljev in svetnikov, kipov in vaz na konzolah v loži. V Platzerjevi delavnici so izdelali tudi večino kipov v stranskih oltarjih in kipe pedantiva in tambura. Rokokojska prižnica je delo Richarda in Petra Prachnerja.